# Мю Па
Мюлюкоскен Пало -47 (или Мю Па) е финландски футболен отбор. Клубът е създаден през 1947 година в индустриалния град Мюлюкоскен, който от 2009 година е част от града Коувола. Отборът играе домакинските си мачове на стадион Савиньеми, който е с капацитет от 4167 седящи места. Клубните цветове са бял, червен и син.

## Усепхи
- Вейкауслига
  - Шампион (1): 2005
- Купа на Финландия
  - Носител (3): 1992, 1995, 2004